# Boda (Rättvik)
Boda is een plaats in de gemeente Rättvik in het landschap Dalarna en de provincie Dalarnas län in Zweden. De plaats heeft 576 inwoners (2005) en een oppervlakte van 212 hectare.

## Verkeer en vervoer
Bij de plaats loopt de Länsväg 301.